# Heinrich Stölzel
Heinrich David Stölzel (Schneeberg (Erzgebirge), 7 september 1777 – Berlijn, 16 februari 1844) was een Duitse hoornspeler die de eerste ventielen uitvond voor blaasinstrumenten in 1814, het Stölzelventiel. Daarna maakte hij nog diverse andere ontwerpen, vaak tezamen met andere inventieve muzikanten.